# Internazionali d'Italia 1930 - Singolare femminile
Il singolare femminile del torneo di tennis Internazionali d'Italia 1930, prima edizione del torneo, ha avuto come vincitrice la tennista spagnola Lilí de Álvarez che ha battuto in finale Lucia Valerio  per 3-6, 8-6, 6-0.

## Tabellone

### Legenda
| - Q = Qualificato - WC = Wild card - LL = Lucky loser | - ALT = Alternate - SE = Special Exempt - PR = Protected Ranking | - w/o = Walkover - r = Ritirato - d = Squalificato |

### Fase finale
|  | Quarti di finale  | Quarti di finale  | Quarti di finale  | Quarti di finale | Quarti di finale |  |  | Semifinali      | Semifinali      | Semifinali      | Semifinali    | Semifinali |   |   | Finale          | Finale          | Finale | Finale | Finale |  |
|  |                   |                   |                   |                  |                  |  |  |                 |                 |                 |               |            |   |   |                 |                 |        |        |        |  |
|  | Lilí de Álvarez   | Lilí de Álvarez   | Lilí de Álvarez   | 6                | 6                |  |  |                 |                 |                 |               |            |   |   |                 |                 |        |        |        |  |
|  | Giulia Perelli    | Giulia Perelli    | Giulia Perelli    | 3                | 2                |  |  | Lilí de Álvarez | Lilí de Álvarez | Lilí de Álvarez | 6             | 6          |   |   |                 |                 |        |        |        |  |
|  | Maud Rosenbaum    | Maud Rosenbaum    | Maud Rosenbaum    | 6                | 6                |  |  | Maud Rosenbaum  | Maud Rosenbaum  | Maud Rosenbaum  | 2             | 1          |   |   |                 |                 |        |        |        |  |
|  | Carmelita Viganò  | Carmelita Viganò  | Carmelita Viganò  | 0                | 3                |  |  |                 |                 |                 |               |            |   |   | Lilí de Álvarez | Lilí de Álvarez | 3      | 8      | 6      |  |
|  | Lucia Valerio     | Lucia Valerio     | Lucia Valerio     | 6                | 6                |  |  |                 |                 | Lucia Valerio   | Lucia Valerio | 6          | 6 | 0 |                 |                 |        |        |        |  |
|  | Arlette Neufeld   | Arlette Neufeld   | Arlette Neufeld   | 1                | 3                |  |  | Lucia Valerio   | Lucia Valerio   | Lucia Valerio   | Lucia Valerio |            |   |   |                 |                 |        |        |        |  |
|  | Anna Luzzatti     | Anna Luzzatti     | Anna Luzzatti     | 6                | 6                |  |  | Anna Luzzatti   | Anna Luzzatti   | Anna Luzzatti   | Anna Luzzatti | w/o        |   |   |                 |                 |        |        |        |  |
|  | Rosetta Gagliardi | Rosetta Gagliardi | Rosetta Gagliardi | 1                | 2                |  |  |                 |                 |                 |               |            |   |   |                 |                 |        |        |        |  |